# Medio (dito)
Il medio (anche dito medio o terzo dito) è un dito della mano. È posto tra l'indice e l'anulare, e solitamente è il dito più lungo; nell'uomo e nei primati è solitamente anche il più robusto, e quindi quello su cui si fa più forza per afferrare. Viene anche chiamato digitus medius, digitus tertius o digitus III.
Nei paesi occidentali, mostrare il dito medio esteso, c.d. gesto del dito medio, da solo, o a seconda del contesto culturale anche insieme al dito indice (vedere in proposito il gesto delle dita a V), è un gesto offensivo e osceno, ampiamente riconosciuto come una forma di insulto.
Il dito medio è spesso utilizzato insieme al pollice per schioccare le dita.

## Anatomia
Come tutte le dita è formato da tre falangi con due articolazioni proprie più quella di collegamento all'osso della mano, di un'unghia e può essere parzialmente coperto di peli.